# Isabel Segovia
Isabel Segovia Ospina (Bogotá, 10 de septiembre de 1973) es una historiadora y política de Colombia. Viceministra de Educación de 2008 a 2010, en 2014 fue candidata a la Vicepresidencia de la República como fórmula de Enrique Peñalosa. En enero de 2024 se posesionó como secretaría de educación de Bogotá en la alcaldía de Carlos Fernando Galán.

## Trayectoria académica
Nacida el 10 de septiembre de 1973 en Bogotá, se graduó como bachiller del Colegio Santa María de Bogotá. Estudió historia y relaciones internacionales en la Universidad de Pensilvania, además posee una maestría en estudios latinoamericanos de la Universidad de Vanderbilt. También ha realizado estudios de francés en la  Universidad de la Sorbona.
Entre 2002 y 2005 se desempeñó como profesora de política pública en educación de la facultad de Finanzas, Gobierno y Relaciones Internacionales de la Universidad Externado de Colombia.
Colaboró en la investigación que culminó con la publicación del libro Tras la excelencia docente: ¿Cómo mejorar la calidad de la educación para todos los colombianos?.

## Trayectoria laboral
Inició su vida profesional en Washington D. C., donde trabajó para The Center for Democracy como Oficial de Programa de las Américas. Posteriormente se trasladó a Lima, donde trabajó para el Banco Mundial como consultora de proyectos del sector social. 
De regreso a Colombia, desde 2000 a 2002 se desempeñó como gerente de educación de la Fundación Compartir, donde se hizo cargo de la convocatoria y la evaluación de la práctica pedagógica de los maestros y el acto de entrega anual del Premio Compartir al Maestro. 
Dejó la Fundación Compartir para hacer parte del equipo de la ministra de Educación Nacional, Cecilia María Vélez, entre 2002 y 2005. Segovia se desempeñó primero como coordinadora del Proyecto de Educación Rural y luego asumió el cargo de directora de Poblaciones y Proyectos Intersectoriales. Desde estos cargos diseñó la política de educación rural, y formuló la política educativa nacional para grupos vulnerables y minoritarios. En 2006 fundó con otros profesionales la Corporación para el Desarrollo y la Gestión Social, que dirigió hasta 2008. 
En 2008 regresó al Ministerio de Educación cuando Vélez la nombró viceministra de Educación Preescolar, Básica y Media. Allí, diseñó e implementó junto a su equipo de trabajo el Programa de Atención Integral a la Primera Infancia (PAIPI), que incluye la educación inicial dentro de la atención de los niños de cero a cinco años.
En agosto de 2010 regresó al sector privado, esta vez como gerente de la Fundación Compartir. Cuatro años más tarde pasó a ser la fórmula vicepresidencial de Enrique Peñalosa en las elecciones presidenciales de Colombia de 2014 por el Partido Alianza Verde.
En 2014 fundó la empresa Inversiones Primera Infancia SAS donde se desempeñó como gerente general hasta diciembre de 2023, cuando fue encargada por Carlos Fernando Galán para desempeñarse, a partir del enero de 2024 como Secretaria de Educación del Distrito.
Desde 2015 se desempeña como Vicepresidenta del Consejo Superior de la Universidad de los Andes. También trabajó como subgerente y Gerente General de la Fundación Casa Rafael Pombo y de otras más como Corona, Fundación Compartir, entre otras.

## Formación de opinión
Fue columnista de la revista digital Kienyke y participó hasta diciembre de 2023 con una columna quincenal en el diario El Espectador de Colombia.